# Notonectinae
Sous-famille
Les Notonectinae sont une sous-famille d'insectes aquatiques hétéroptères (punaises) de la famille des Notonectidae.

## Taxinomie
Liste des tribus et genres :
- Notonectini
  - genre Notonecta Linnaeus, 1758
- Nychiini
  - genre Nychia Stål, 1860
  - genre Martarega White, 1879